# 稲美町立図書館
稲美町立図書館（いなみちょうりつとしょかん）は、日本の兵庫県加古郡稲美町が町内に設置している公立図書館である。

## 概要
1992年（平成4年）、稲美町のほぼ中心部に当たる国安（天満地域）に整備された文教地区「いなみ文化の森」の構成施設として、町立文化会館コスモホールやふれあい交流館と共に開館した。「いなみ文化の森」構成施設は上空から見ると図書館は○・ふれあい交流館は△・コスモホールは□とそれぞれ「○・△・□」の形状をした外観が特徴とされる。
木造の円形ドームで内部の開放感を重視し、2階の読書席から館全体を見渡せる構造となっている。また、館に隣接して「図書園」を設置しており、館内の本を屋外に持ち出して読むことが認められている。2005年（平成17年）からNPO法人が指定管理者となっていたが、2014年（平成26年）にいなみ文化振興協会が指定管理の申請を取り下げて契約更新されなかったため、教育委員会の直営に戻っている。

### 建築概要
- 開館 - 1992年（平成4年）11月3日[1]
- 構造 - 高さ約10m、直径約30mの木造円形ドーム

各階
- 2階（79m2） - 読書席（30席）
- 1階（726m2） - 書架、カウンター、事務所、書庫
- 地階（58m2） - 機械室

## アクセス
- JR山陽本線土山駅より神姫バス上新田北口行き約15分「稲美中央公園前」下車すぐ
- 第二神明道路明石西インターチェンジから北へ15分、「国岡」交差点を右折し約1km

## 周辺
- いなみ文化の森
  - 文化会館コスモホール
  - ふれあい交流館
- 稲美中央公園
  - 稲美町郷土資料館
  - いなみ野体育センター
- 兵庫県立いなみ野特別支援学校

## 広域貸し出し
稲美町立図書館では神戸隣接市・町長懇話会、東播磨地区図書館等連絡協議会、播磨圏域連携中枢都市圏の3つの枠組みで締結された協定により、以下の市町が設置する公立図書館・室と相互に広域貸し出しを実施している。
- 明石市、相生市、赤穂市、小野市、加古川市、加西市、加東市、神戸市、宍粟市、高砂市、たつの市、西脇市、姫路市、三木市、赤穂郡上郡町、揖保郡太子町、加古郡播磨町、神崎郡市川町・神河町・福崎町、佐用郡佐用町、多可郡多可町